# Martin Becker
Martin Tino Becker (Wiesbaden, 12 april 1916 - Oberneisen, 8 februari 2006) was een Duitse gevechtspiloot uit de Tweede Wereldoorlog. Hij vloog altijd 's nachts en schoot in totaal 58 vijandige vliegtuigen neer. Al deze overwinningen waren Britse viermotorige bommenwerpers die 's nachts de Duitse steden bombardeerden.

## Wat er aan voorafging
Martin Becker werd in 1916 geboren in Wiesbaden, in Zuid-Duitsland. Al vanaf z'n jeugd werd hij altijd genoemd bij z'n bijnaam Tino. Becker wilde aanvankelijk bij de Kriegsmarine en voer van 1934 tot 1937 als matroos op een Duitse oorlogskruiser mee. Nadat hij in 1937 voor het eerst in een vliegtuig had gevlogen, meldde hij zich als vrijwilliger bij de Luftwaffe.
Na het behalen van zijn vliegbrevet in 1938, werd hij ingedeeld bij een verkenningseenheid. Met een tweemotorige Messerschmitt Bf 110-verkenningsvliegtuig moest hij de bewegingen van vijandige troepen in kaart brengen. Zo vocht Becker in 1939 mee in Polen en in 1940 in België en Frankrijk. Na augustus 1940 trok hij zich terug van het strijdtoneel en ging les geven aan jonge Duitse piloten. Hij werd een vlieginstructeur van de Messerschmitt BF 110.

## Als nachtjager
Vanaf 1943 begonnen de geallieerde strijdkrachten met hun massale bombardementsvluchten om de Duitse oorlogsindustrie plat te krijgen. Terwijl de Amerikanen overdag hun bommen gooiden, vlogen de Britten altijd 's nachts.
Er was een groot tekort aan ervaren piloten die 's nachts konden vliegen en daarom deed men een beroep op Martin Becker. Vanaf september 1943 ging Becker weer gevechtsvluchten maken. Met een zwart geschilderde Messerschmitt BF 110, uitgerust met radar en snelvuurkanonnen, vloog Becker stiekem tot vlak onder de eskaders van Engelse bommenwerpers en schoot ze neer, nog voordat ze hun dodelijke bommenlading op de Duitse fabrieken konden uitgooien.
Op 23 september 1943 behaalde Martin Becker z'n eerste overwinning toen hij een Avro Lancaster-bommenwerper neerschoot. Vanaf dat moment ging het razendsnel met Beckers carrière: voor december had hij 22 vijandige toestellen vernietigd. Op 28 april 1944 werd hij onderscheiden met het Ridderkruis toen hij zijn 28e overwinning behaalde. Becker behaalde z'n beste avond toen hij op 15 maart 1945 maar liefst 9 vijandige bommenwerpers op een avond neerhaalde. Hiermee behaalde Becker het record voor de meeste overwinningen op een nacht.
Op 18 maart behaalde Becker z'n laatste overwinning en 2 dagen later werd hij beloond met Eikenloof bij het Ridderkruis. Op 83 gevechtsvluchten schoot Becker 58 vliegtuigen. Zijn staartschutter Karl Johanssen schoot ook nog eens 13 vijandige bommenwerpers neer met het staartmachinegeweer.

## Na de oorlog
Becker werd na de oorlog piloot van passagiersvliegtuigen voor Lufthansa.

## Militaire loopbaan
- Flieger: 1936[1]
- Gefreiter: 1937[1]
- Feldwebel: 1939[1]
- Leutnant:[2]- 1940[1]
- Oberleutnant:[2]- 1944[1]
- Hauptmann: 1944[1]

## Decoraties
- Ridderkruis van het IJzeren Kruis op 1 april 1944 als Oberleutnant and pilot in the IV./Nachtjagdgeschwader 6[1][3][4][5][6][7]
- Ridderkruis van het IJzeren Kruis met Eikenloof (nr.792) op 20 maart 1945 als Hauptmann en Gruppenkommandeur van het IV./Nachtjagdgeschwader 6[1][6][7][8][9][10]
- IJzeren Kruis 1939, 1e Klasse (19 juli 1940) en 2e Klasse (15 juni 1940)[1][7][11]
- Duitse Kruis in goud op 25 mei 1944 als Oberleutnant in het 2./Nachtjagdgeschwader 6[1][7][12]
- Ehrenpokal für besondere Leistung im Luftkrieg op 15 mei 1944 als Oberleutnant en Staffelkapitän[1][13]
- Gesp voor Gevechtsvluchten aan het Front voor nachtjagers in goud, zilver en brons[1][2]
- Flugzeugführerabzeichen[1][2][7]
- Hij werd tweemaal genoemd in het Wehrmachtsbericht. Dat gebeurde op:
- 23 maart 1944[1][7]
- 31 maart 1944[1][7]